# Casa Bianchessi (via Frecavalli)
La Casa Bianchessi, già Tensini, Sacchelli, Degrada, è una dimora storica di Crema.

## Storia
Per quanto l’edificio potrebbe avere origini tre-quattrocentesche le prime informazioni documentate risalgono allo Stato d’anime del 1596 in cui risultava abitarvi Giovan Battista Vimercati e Bartolomea Tensini.
Qualche decennio dopo, nel 1648, vi abitava Emilia Tensini, per conto della quale i nipoti Claudio (canonico) e Carlo ottennero di aprire una porta.
Nello Stato d’anime del 1682 vi risiedeva il canonico Claudio, nipote ed omonimo del precedente, assieme ai fratelli mentre nell'Estimo del 1685 risulta che la proprietà si allungava fino alla strada maestra, ossia l'attuale via Camillo Benso, conte di Cavour i.
Se nel 1709 i Sacchelli risultano trasferiti nella Contrada dei Civerchi, nel 1729 nella residenza vi ritornò una Sacchelli, Maria Camilla, andata in sposa al nobile Faustino Carioni.
Tra il XVIII e il XIX secolo si susseguirono vari passaggi di proprietà: Antonio Maria Tecco, la contessa Maria Premoli, Maria Bisleri, il dottor Carlo Pezzani, finché nel 1890 pervenne a Gaetano Degrada; costui fu l’artefice del rinnovamento della facciata come la si vede tuttora.

### Persone legate al palazzo
Gaetano Degrada, originario di Gallarate ma giunto a Crema giovane, prestò servizio presso la biblioteca, fu studioso e, soprattutto, collezionista di libri rari la cui raccolta, dopo la sua scomparsa avvenuta nel 1927 fu venduta ad antiquari. Commissionò anche il palazzo di via Civerchi che nel corso del XX secolo ospitò la scuola di avviamento professionale Artigianelli.

## Caratteristiche
L'ingegner Vittorio Valdameri, cui Gaetano Degrada commissionò il rifacimento della facciata, disegnò un rilievo della precedente in cui vi appaiono anche delle aperture nel sottotetto che nell'intervento ottocentesco furono tamponate con una serie di mensole sottogronda.
L'edificio, quindi, appare a chi lo osserva come se fosse sviluppato su due piani; il portale è collocato in posizione decentrata e presenta spalle in granito e arco a tutto sesto mantenuti dalla precedente facciata. 
Tutto il primo piano presenta l'intonaco inframezzato da solchi a disegnare fasce orizzontali mentre a scopo ornamentale le finestre sono incorniciate da bugne.
L'alta cornice marcapiano contiene nella sua altezza il balcone sostenuto da quattro mensole e caratterizzato da balaustra in graniglia.
Le finestre del secondo ordine presentano semplici cornici, ma sono ingentilite da timpani ad arco ribassato; particolare curioso: sono provviste di ante a soffietto, insolite nei palazzi storici di Crema.